# Terina wardi
Terina wardi là một loài bướm đêm trong họ Geometridae.